# Vraignes-lès-Hornoy

Vraignes-lès-Hornoy este o comună în departamentul Somme, Franța. În 1 ianuarie 2022 avea o populație de 95 de locuitori.